# Pastviska (Těšín)
Pastviska (polsky Pastwiska, německy Pastwisk) jsou čtvrť Těšína rozkládající se v severní části města.
První písemná zmínka o vesnici pochází z roku 1565, existoval zde knížecí velkostatek. Poté patřila městu Těšín a její název naznačuje, jakou roli zřejmě plnila. V polovině 19. století vznikla obec Pastviska, ke které patřily také Kalubice a Bohušovice. Po rozdělení Těšínska v roce 1920 připadla Polsku a v roce 1973 byla připojena k Těšínu. 
V současnosti se jedná o okrajovou čtvrť s převahou rodinné zástavby. Přes Pastviska vede krajská silnice č. 938 spojující Těšín s Hažlachem a dále vedoucí směrem na Katovice a rychlostní silnice S52, jejímž pokračováním na české straně je dálnice D48. Nachází se zde mimoúrovňová křižovatka Cieszyn-Zachód (Těšín-západ).
V Pastviskách od roku 2008 sídlí nakladatelství Pracownia na Pastwiskach (Pracovna na Pastviskách) Marcina Żerańského zaměřené na vydávání turistických průvodců po Polsku a České republice a vlastivědných publikací.